# Первенство СССР между командами союзных республик по шахматам 1960
Первенство СССР между командами союзных республик по шахматам 1960 — 7-е первенство. 
Отборочные соревнования и предварительные этапы не проводились. По итогам командного чемпионата СССР 1959 г., состоявшегося в рамках Спартакиады народов СССР, было принято решение разделить сборные всех союзных республик на 2 группы в соответствии с показанными результатами. В группу «А» вошли команды, вышедшие в главный финал Спартакиады, а также команды, занявшие 1—3 места во 2-м финале. Остальные 8 команд отправились в группу «Б». По итогам соревнований предусматривалось, что команды, занявшие в группе «А» два последних места, в следующем командном чемпионате страны будут выступать в группе «Б». В элитном дивизионе следующего чемпионата их должны заменить команды, занявшие в группе «Б» 1 и 2 места. 
При равенстве очков в борьбе за медали или сохранение места в высшем дивизионе были предусмотрены дополнительные матчи. Распределение мест в группе «Б» осуществлялось на основании дополнительных показателей. 

## Итоговые результаты

### Группа «А»
Турнир проходил в Москве со 2 по 12 октября.
Игра велась на 10 досках. В состав команды входили 6 мужчин (+ запасной), 1 юноша, 2 женщины, 1 девушка. Поскольку 6 участников (Таль, Ботвинник, Керес, Корчной, Смыслов и Петросян) должны были по его ходу уехать в составе сборной СССР на шахматную олимпиаду, в командах, за которые они выступали (Москва, Ленинград, Эстонская ССР), был предусмотрен второй запасной участник. Этот второй запасной участник имел право садиться за доску только после отъезда основного на олимпиаду.
Борьбу за медали вели три команды: Ленинград, Москва и РСФСР. Остальные сборные отстали от группы лидеров с первых туров. Вначале вперед вырвалась команда Ленинграда, выигравшая три матча с крупным счетом. Сборные РСФСР и Москвы сыграли между собой вничью и допустили больше очковых потерь во встречах с другими командами. Затем мощный рывок предприняла московская команда, сумевшая победить ленинградцев и разгромить сборную Украинской ССР. Сборная РСФСР потеряла шансы на золотые медали после ничьей в матче с эстонскими шахматистами. Перед заключительным туром сборная Ленинграда опережала москвичей на 7½ очков, но в последнем туре была свободна, в связи с чем у сборной Москвы, имевшей в запасе матч с белорусской командой, оставались теоретические шансы занять 1-е место. К перерыву сборная Москвы вела со счетом 3 : 2 и имела во всех отложенных партиях шансы на выигрыш. Белорусской команде необходимо было спасти как можно больше очков в борьбе за спасительное 7-е место со сборной Грузии. Московская команда должна была выигрывать все оставшиеся партии, чтобы занять чистое 1-е место. Потеря ½ очка приводила к дополнительному матчу. Во время доигрывания московские шахматисты одержали две победы, но затем упустили перевес в двух партиях, что лишило их шансов на победу в турнире. В заключение Котов, имевший большой перевес против Ройзмана, допустил грубую ошибку, после которой белорусский шахматист сразу форсировал ничью. Это незапланированное приобретение позволило сборной Белорусской ССР догнать в таблице грузинскую команду. По итогам дополнительного соревнования прописку в высшем классе сохранила сборная Белорусской ССР.
|   | Участник            | 1  | 2  | 3  | 4  | 5  | 6  | 7  | 8  | 9  |  | Очки | Место |  | № по жр. |
| - | ------------------- | -- | -- | -- | -- | -- | -- | -- | -- | -- |  | ---- | ----- |  | -------- |
| 1 | Ленинград           |    | 4  | 6½ | 7  | 6  | 6  | 8½ | 6  | 8½ |  | 52½  | 1     |  | 5        |
| 2 | Москва              | 6  |    | 5  | 6  | 8  | 6½ | 6½ | 7  | 6½ |  | 51½  | 2     |  | 3        |
| 3 | РСФСР               | 3½ | 5  |    | 8½ | 6  | 5  | 6½ | 5  | 7½ |  | 47   | 3     |  | 8        |
| 4 | Латвийская ССР      | 3  | 4  | 1½ |    | 7  | 4½ | 6  | 5½ | 8  |  | 39½  | 4     |  | 9        |
| 5 | Украинская ССР      | 4  | 2  | 4  | 3  |    | 6½ | 6  | 6½ | 7  |  | 39   | 5     |  | 6        |
| 6 | Эстонская ССР       | 4  | 3½ | 5  | 5½ | 3½ |    | 4  | 5½ | 7½ |  | 38½  | 6     |  | 1        |
| 7 | Белорусская ССР     | 1½ | 3½ | 3½ | 4  | 4  | 6  |    | 6  | 5  |  | 33½  | 7—8   |  | 7        |
| 8 | Грузинская ССР      | 4  | 3  | 5  | 4½ | 3½ | 4½ | 4  |    | 5  |  | 33½  | 7—8   |  | 2        |
| 9 | Азербайджанская ССР | 1½ | 3½ | 2½ | 2  | 3  | 2½ | 5  | 5  |    |  | 25   | 9     |  | 4        |

### Составы команд
Запасные участники отмечены звездочками. В скобках приводятся индивидуальные результаты. Если участник сыграл все 8 партий, то их количество не указывается.

#### Ленинград
Корчной (3½ из 6)‚ Тайманов (5½)‚ Спасский (5½), Бондаревский (6),  Черепков (3½), Фурман (1½ из 3), Толуш* (1½ из 4), Оснос* (2 из 3), Блехцин (6½), Вольперт (6½), Дмитриева (7), Кристол (3½)

#### Москва
Смыслов (3½ из 5), Петросян (4 из 5), Бронштейн (5½), Котов (5½ из 7), Симагин (6½), Хасин (4 из 7), Васюков* (4½ из 6), Чистяков* (½ из 2), Спектор (2½), Быкова (4½), Войцик (4), Кушнир (6½)

#### РСФСР
Полугаевский (5 из 7), Тарасов (2½ из 7), Лутиков (3 из 7), Крогиус (4½), Антошин (5½ из 7), Шамкович (6), Нежметдинов* (1½ из 4), Ходос (6½), В. Борисенко (4½), Тихомирова (3½), Коноплёва (4½)

#### Латвийская ССР
Гипслис (4½), Петерсон (2½)‚ Клявиньш (4½), Клован (5½), Зильбер (2½ из 7), Класупс (0 из 2), Пасман* (5 из 7), Шмит (4½), Лауберте (1½), Нахимовская (4), Рожлапа (5)

#### Украинская ССР
Геллер (2½ из 5)‚ Штейн (6), Сахаров (4½), Банник (4½), Гуфельд (4½), Шияновский (4 из 7),Зурахов* (½ из 4), Симович (1½), Малинова (4½)‚ Нисенбойм (3), Сулимова (3½)

#### Эстонская ССР
Керес (2 из 4), Ней (5½), Ууси (3), Микков (3½ из 7), Арулайд (3 из 7), Розенфельд (4½), Рандвийр* (2 из 3), Луйк* (0 из 3), Кивиоя (3), Роотаре (3), Куре (5½), Раннику (3½)

#### Белорусская ССР
Суэтин (5½), Болеславский (3 из 5), Вересов (3), Ройзман (3), Гольденов (3½ из 7), Шагалович (3)‚  Сокольский* (1 из 4), Литвинов (3), Зворыкина (4½), Арчакова (2½), Головей (1½)

#### Грузинская ССР
Гургенидзе (2½), Буслаев (2½), Благидзе (3½ из 7), Джаноев (1½), Ветохин (1 из 7), Мегрелишвили (1 из 4), Шишов* (2½ из 6), Джинджихашвили (3½), Тогонидзе (3½), Какабадзе (4½), Гаприндашвили (7½)

#### Азербайджанская ССР
Халилбейли (2½), Сардаров (2)‚ В. Макогонов (2), Гульдин (1 из 7), Арутюнов (2½ из 7), Лоев (2 из 6), Раппопорт* (2 из 4), Павленко (5), Затуловская (3½), Мартиросова (2), Шегал (½)

### Лучшие индивидуальные результаты
При определении лучшего результата учитывались процентные показатели.
1. Полугаевский (РСФСР) — 5 из 7;
2. Штейн (Украинская ССР) — 6 из 8;
3. Бронштейн (Москва) и Спасский (Ленинград) — по 5½ из 8;
4. Котов (Москва) — 5½ из 7;
5. Симагин (Москва) — 6½ из 8;
6. Шамкович (РСФСР) — 6 из 8;
7. Блехцин (Ленинград) и Ходос (РСФСР) — по 6½ из 8;
8. Вольперт (Ленинград) — 6½ из 8;
9. Дмитриева (Ленинград) — 7 из 8;
10. Гаприндашвили (Грузинская ССР) — 7½ из 8.

Лучший результат среди запасных показал Васюков (Москва) — 4½ из 6.

### Группа «Б»
Турнир группы «Б» прошел в Ташкенте с 16 по 28 октября.
Как и в группе «А», игра велась на 10 досках. В состав команды входили 6 мужчин, 1 юноша, 2 женщины, 1 девушка. Запасные участники не были предусмотрены.
Вне конкуренции была сборная Литовской ССР, уверенно занявшая 1-е место, выиграв все матчи и опередив ближайших конкурентов на 13 очков. Драматичной была борьба за вторую путевку в высший дивизион. Сборная Молдавской ССР, считавшаяся до начала турнира вероятным аутсайдером, несмотря на тяжелое поражение от туркменских шахматистов, нашла в себе силы выиграть с крупным счетом матчи у прямых конкурентов из Киргизской и Казахской ССР. Определяющим стал день доигрывания партий последнего тура. Сборная Молдавской ССР, игравшая с командой Таджикской ССР, отставала от киргизских шахматистов на 1 очко, но в единственной незавершенной партии И. Злотник имел выигранное ферзевое окончание против Гетмана (вскоре после начала доигрывания тот упустил ничью). Молдавский кандидат в мастера довел этот эндшпиль до победы. Таким образом, команда Молдавской ССР догнала киргизскую сборную в итоговой таблице и на основании лучших дополнительных показателей вышла на 2-е место.
|   | Участник        | 1  | 2  | 3  | 4  | 5  | 6  | 7  | 8  |  | Очки | Место |  | № по жр. |
| - | --------------- | -- | -- | -- | -- | -- | -- | -- | -- |  | ---- | ----- |  | -------- |
| 1 | Литовская ССР   |    | 6½ | 6  | 5½ | 7  | 6½ | 9  | 8½ |  | 49   | 1     |  | 1        |
| 2 | Молдавская ССР  | 3½ |    | 8  | 7  | 1½ | 6  | 5  | 5  |  | 36   | 2—3*  |  | 4        |
| 3 | Киргизская ССР  | 4  | 2  |    | 4½ | 5½ | 4½ | 8  | 7½ |  | 36   | 2—3   |  | 6        |
| 4 | Казахская ССР   | 4½ | 3  | 5½ |    | 6  | 4½ | 4½ | 7½ |  | 35½  | 4     |  | 7        |
| 5 | Туркменская ССР | 3  | 8½ | 4½ | 4  |    | 4  | 5  | 5½ |  | 34½  | 5     |  | 5        |
| 6 | Узбекская ССР   | 3½ | 4  | 5½ | 5½ | 6  |    | 4  | 5  |  | 33½  | 6     |  | 2        |
| 7 | Армянская ССР   | 1  | 5  | 2  | 5½ | 5  | 6  |    | 7½ |  | 32   | 7     |  | 3        |
| 8 | Таджикская ССР  | 1½ | 5  | 2½ | 2½ | 4½ | 5  | 2½ |    |  | 23½  | 8     |  | 8        |

### Составы команд

#### Литовская ССР
Холмов, Микенас, Вистанецкис, Остраускас, Баршаускас, Чукаев, Каунас, Каушилайте, Шпикене, Т. Морозова

#### Молдавская ССР
Гитерман, И. Зильберман, Нафталин, Берсутский, И. Мосионжик, И. Злотник, Чебаненко, Б. Мосионжик, Моргунова, Лизунова

#### Киргизская ССР
Устинов

#### Казахская ССР
Уфимцев, Каталымов, Муслимова, Попрукайло

#### Туркменская ССР
Ханов

#### Узбекская ССР
Грушевский, Мухитдинов

#### Армянская ССР
Мнацаканян, Калашян, Бояхчян

#### Таджикская ССР
Говбиндер, Гетман

### Лучшие индивидуальные результаты
Все победители сыграли по 7 партий.
1. Холмов (Литовская ССР) — 6;
2. Микенас (Литовская ССР) — 6;
3. Вистанецкис (Литовская ССР) — 5;
4. Ханов (Туркменская ССР) — 4½;
5. Баршаускас (Литовская ССР) — 5;
6. Чукаев (Литовская ССР) — 5½;
7. Каунас (Литовская ССР) — 5½;
8. Муслимова (Казахская ССР) — 4½;
9. Попрукайло (Казахская ССР) — 6;
10. Бояхчян (Армянская ССР) — 5.